# Buchneria rhomboidalis
Buchneria rhomboidalis is een mosdiertjessoort uit de familie van de Bryocryptellidae. De wetenschappelijke naam van de soort is, als Escharoides rhomboidalis, voor het eerst geldig gepubliceerd in 1890 door Ortmann.